# Szatania Przełęcz
Szatania Przełęcz (słow. Satanovo sedlo, niem. Satanscharte, węg. Sátán-csorba, 2323 m) – głęboko wcięta i wybitna przełęcz w słowackich Tatrach Wysokich w Grani Baszt. Oddziela północny wierzchołek Szatana (2422 m) od Czarciego Rogu (2350 m). W siodle przełęczy tkwi duża wklinowana wanta.
Po obydwu stronach Szataniej Przełęczy wznoszą się strome ściany, a do obydwu dolin opadają wybitne żleby. Ku północnemu wschodowi, do Dolinki Szataniej opada Szatani Żleb. Jest bardzo kruchy, ale przez większą część roku zalega w nim śnieg. Ma wspólny z Diablim Żlebem wylot na ogromnym stożku piargowym. Żleb opadający do Doliny Młynickiej ma wylot w piętrze, na którym znajduje się Niżni Kozi Staw.

## Taternictwo
Przez przełęcz nie prowadzi żaden znakowany szlak turystyczny, chodzą nią jednak taternicy, można też przejść Granią Baszt z uprawnionym przewodnikiem. Zazwyczaj nie wchodzi się na przełęcz bezpośrednio przez opadające z niej żleby. Wejście Szatanim Żlebem (I stopień trudności) jest niebezpieczne ze względu na osuwające się i spadające kamienie; wejście żlebem z Doliny Młynickiej jest nieco łatwiejsze (stopień trudności 0+), jednak długo zalega w nim stromy śnieg, a po jego stopnieniu żleb zawalony jest osuwającym się pod nogami rumoszem skalnym, przez co wejście jest męczące i niebezpieczne. Na przełęcz najłatwiej wchodzi się od Doliny Młynickiej oznakowaną kopczykami percią na Szatana. Z Szatana schodzi się do przełęczy zachodnią grzędą, a później skalną rynną (deniwelacja nieco ponad 100 m). W grani opadającej na przełęcz z Piekielnikowej Turni znajduje się turnia zwana Czarcim Rogiem.
Nazwa przełęczy pochodzi od szczytu Szatan. W tym rejonie Grani Baszt występuje duże nasycenie „szatańskiego” nazewnictwa (zobacz wyjaśnienie w artykule Szatani Żleb).
Pierwsze znane wejścia
- latem: Jan Gwalbert Pawlikowski i Maciej Sieczka, ok. 1880 r. (być może byli tu wcześniej poszukiwacze skarbów),
- zimą: Oskar E. Meyer z żoną, 28 marca 1913 r.[5]

Drogi wspinaczkowe
1. Szatanim Żlebem; I w skali tatrzańskiej, czas przejścia 45 min
2. Zachodnim żlebem, z Doliny Młynickiej; 0+, od szlaku 1 godz.[3]

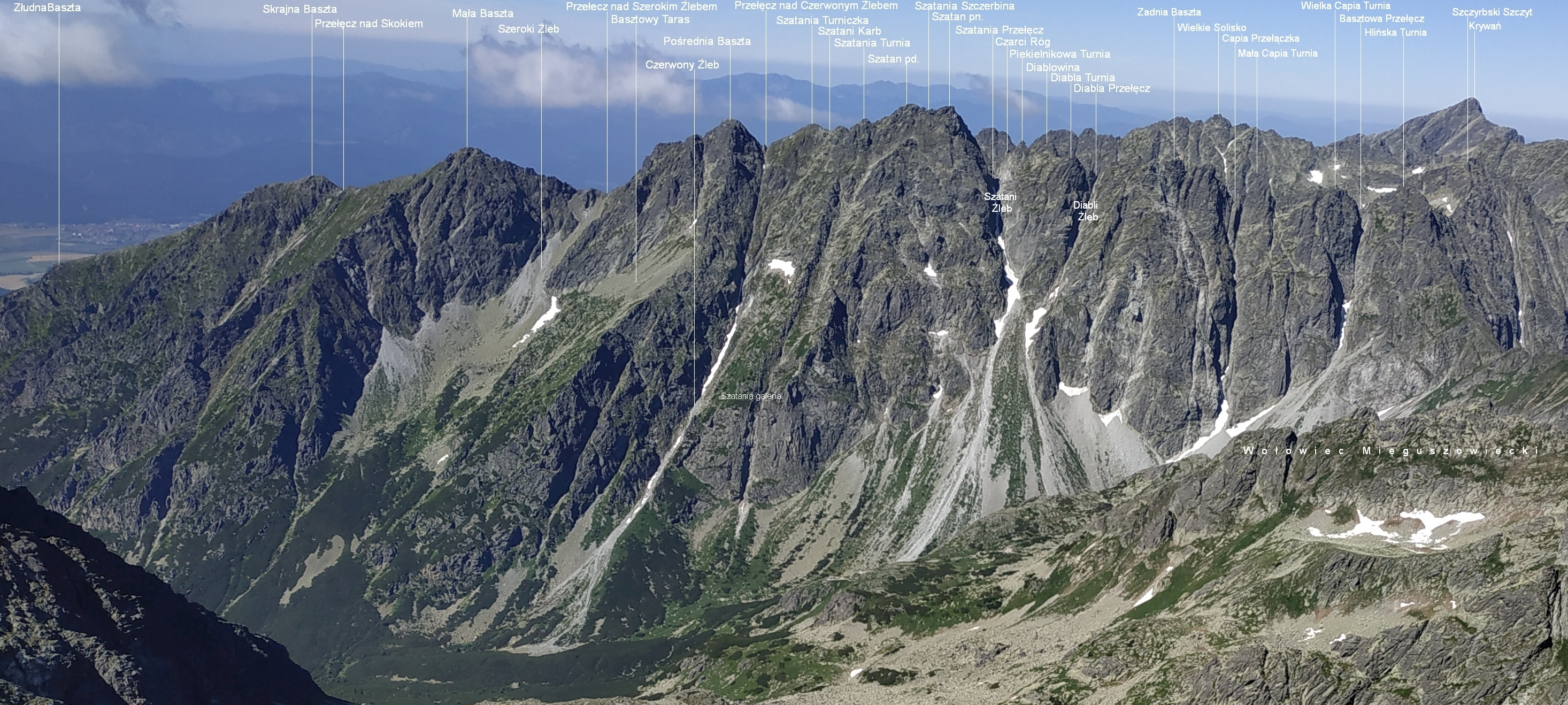
Widok z Rysów